# Etains Potstainiers Hutois SA

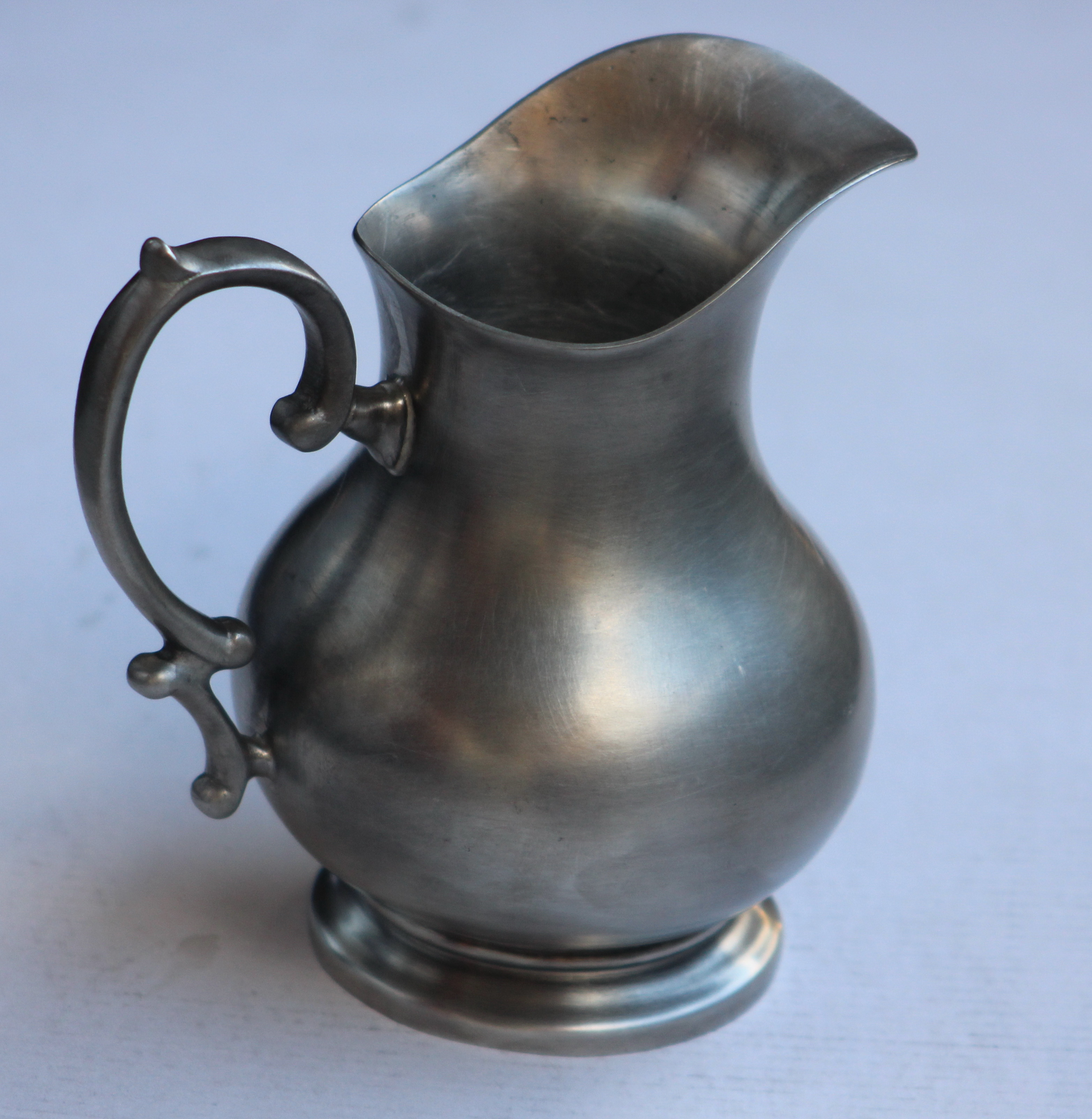
Milchkännchen hergestellt von der Firma Etains Potstainiers Hutois SA

Etains Potstainiers Hutois SA ist eine belgische Zinn-Gießerei in der Stadt Huy.
Die Gesellschaft Etains Potstainiers Hutois (EPH) wurde Ende 1949 gegründet. Auf Wunsch der belgischen Regierung vertrat die Firma das belgische Handwerk auf der Expo 58 in Brüssel. Durch den Auftritt vergrößerte sich der Bekanntheitsgrad der Produkte enorm. Die Produkte werden zwischenzeitlich außer in Belgien unter anderem in den Ländern Frankreich, Spanien, Luxemburg, Deutschland, Italien, Griechenland und Kanada angeboten.  Hergestellt werden unter anderem Dekanter, Trinkgefäße, Schalen, Vasen, Kerzenständer und Uhren. Dabei wird neben hochwertigen Zinnlegierungen Kristall verwendet.